# Općina Slovenske Konjice
Općina Slovenske Konjice (slovenski: Občina Slovenske Konjice) općina je u istočnoj Sloveniji u pokrajini Štajerskoj i statističkoj regiji Savinjskoj. Središte općine je grad Slovenske Konjice s 4886 stanovnika.

## Zemljopis
Općina Slovenske Konjice nalazi se u istočnom dijelu Slovenije, u središnjem dijelu Štajerske. Općina se nalazi u južnoj podgorini Pohorja. Zapadni dio općine je brdoviti planina Konjiška gora, dok je središnji i istočni niži.
U općina vlada umjereno kontinentalna klima. Najvažniji vodotok u općini je rijeka Dravinja, koja protiče središnjim dijelom općine. Svi ostali vodotoci su mali i njeni su pritoci.

## Naselja u općini
Bezina, Blato, Brdo, Breg pri Konjicah, Brezje pri Ločah, Dobrava pri Konjicah, Dobrnež, Draža vas, Gabrovlje, Gabrovnik, Kamna Gora, Klokočovnik, Koble, Kolačno, Konjiška vas, Kraberk, Ličenca, Lipoglav, Loče, Mali Breg, Mlače, Nova vas pri Konjicah, Novo Tepanje, Ostrožno pri Ločah, Penoje, Perovec, Petelinjek pri Ločah, Podob, Podpeč ob Dravinji, Polene, Preloge pri Konjicah, Prežigal, Selski Vrh, Slovenske Konjice, Sojek, Spodnja Pristava, Spodnje Grušovje, Spodnje Laže, Spodnje Preloge, Spodnji Jernej, Stare Slemene, Strtenik, Suhadol, Sveti Jernej, Škalce, Škedenj, Špitalič pri Slovenski Konjicah, Štajerska vas, Tepanje, Tepanjski Vrh, Tolsti Vrh, Vešenik, Zbelovo, Zbelovska Gora, Zeče, Zgornja Pristava, Zgornje Laže, Žiče

## Vanjske poveznice
- Službena stranica općine